# Musée d'aviation Hiller

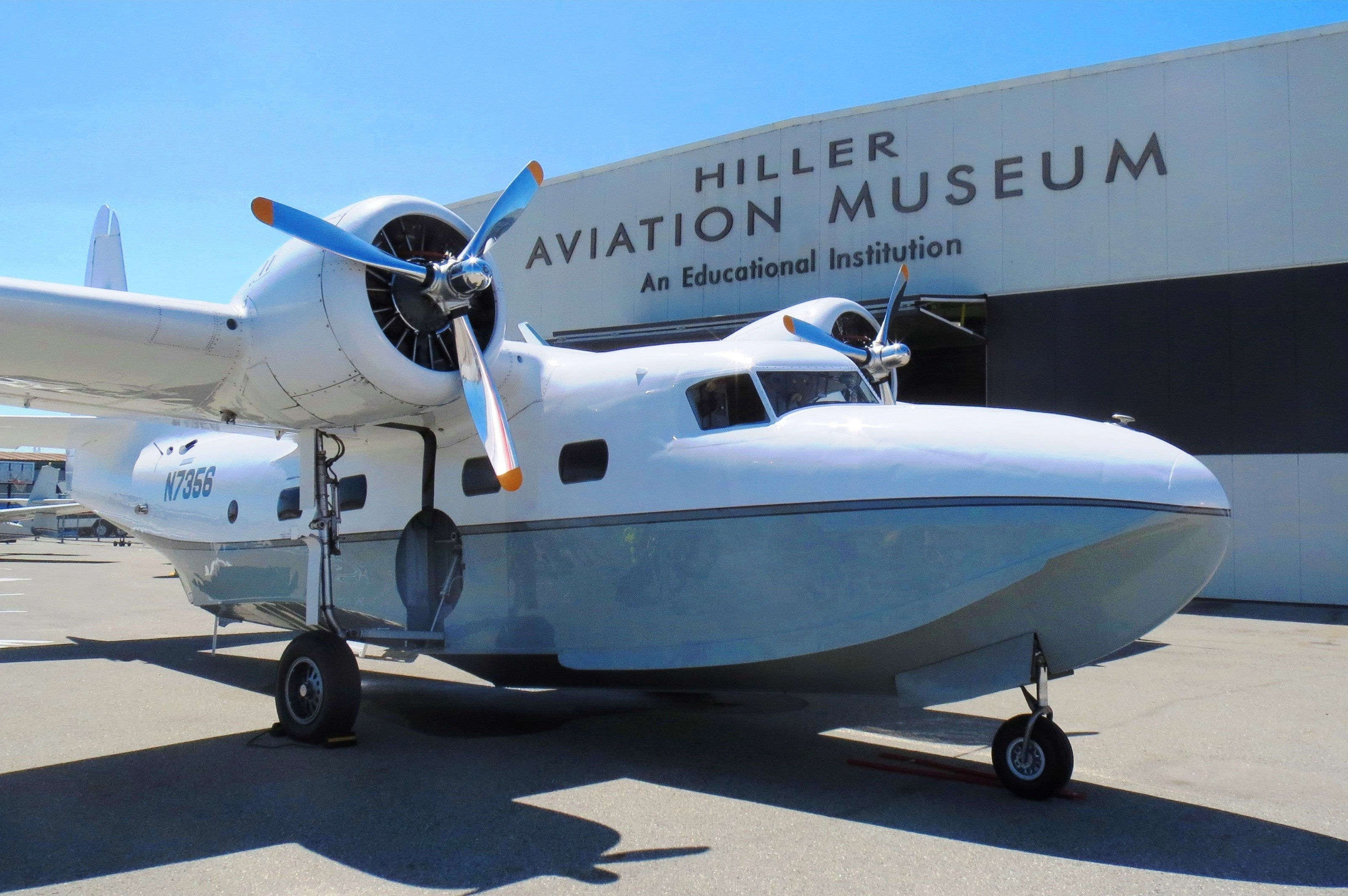
Un Gruman G-73

Le musée d'aviation Hiller (Hiller Aviation Museum) est un musée américain consacré à l'aéronautique situé à San Carlos, en Californie. Il a été fondé en 1998 par Stanley Hiller (1924-2006), un des pionniers de l'hélicoptère.
Affilié à la Smithsonian Institution, le musée est spécialisé dans l'histoire de l'aviation en Californie, et l'histoire de l'hélicoptère. Il présente plus de 50 appareils représentant un siècle d'histoire de l'aviation.